# Sandelia bainsii
Sandelia bainsii é uma espécie de peixe da família Anabantidae.
É endémica da África do Sul.